# Nacionalni park Risnjak
Nacionalni park „Risnjak”, smješten u Gorskom kotaru, osnovan je 1953. godine na površini od 3041 hektara. 
Osnovu parka čini masiv planine Risnjak, s vrhom na 1528 metara, a 1997. godine površina parka povećana je na 6400 hektara i danas je na području parka izvor rijeke Kupe.
Ulaz u nacionalni park (i planinarenje) je moguće iz nekoliko smjerova:
- od zgrade Uprave nacionalnog parka u Bijeloj Vodici (Crni Lug) (od Zagreba - izlaz Delnice)
- od Gornjeg Jelenja preko Vilja
- od Platka

Park je izrazit primjer visinskog raščlanjenja dinarskoga planinskoga sustava u reljefnom, geološkom, hidrološkom i klimatskom pogledu, biljnom pokrovu i životinjskom svijetu. Područje je podijeljeno u dvije zone: zonu stroge i zonu usmjerene zaštite - u užoj zoni mnogo je prirodnih znamenitosti rijetke ljepote zbog kojih je ono i uvršteno u najviši stupanj zaštićene prirode. 
Proširenjem površine Parka 1997. g. pod zaštitu su uključeni i lokaliteti izvor rijeke Kupe s gornjim tijekom te planinski masiv Snježnika.

## Poveznice
- Nacionalni park
- Hrvatski nacionalni parkovi i parkovi prirode

## Vanjske poveznice
- Nacionalni park Risnjak